# Магуреги, Хосе Мария
Хосе Мария Магуреги Ибаргучи (исп. José María Maguregui Ibargutxi; 16 марта 1934, Миравальес — 30 декабря 2013, Бильбао) — испанский футболист, тренер. Чемпион и трёхкратный обладатель кубка Испании. Игрок сборной Испании

## Биография

### Карьера футболиста
Воспитанник «Атлетик Бильбао» Хосе Мария Магуреги начал карьеру в родном клубе. В 1952 году отправился в аренду в клуб «Гетчо», чтобы получить игровую практику. Затем вернулся в Бильбао, где выступал до 1961 года. За это время выиграл
чемпионат и три кубка Испании.
Новый этап карьеры Хосе Мария Магуреги начал в «Севилье», где провёл два сезона, после чего один сезон провел в «Эспаньоле». Завершил карьеру в «Рекреативо».

### Национальная сборная
В составе национальной сборной Хосе Мария Магуреги сыграл в 7 матчах. Первый матч за сборную провёл 9 июня 1955 года. В этом же матче Хосе Мария Магуреги забил свой единственный мяч за сборную.

#### Статистика в сборной
| Дата           | Место проведения            | Матч                       |
| -------------- | --------------------------- | -------------------------- |
| 9 июня 1955    | Женева, «Стад-де-Шармиль»   | Швейцария — Испания — 0:3  |
| 27 ноября 1955 | Дублин, «Далимаунт-Парк»    | Ирландия — Испания — 2:2   |
| 30 ноября 1955 | Лондон, «Уэмбли»            | Англия — Испания — 4:1     |
| 3 июня 1956    | Лиссабон, «Жамор»           | Португалия — Испания — 3:1 |
| 30 января 1957 | Мадрид, «Сантьяго Бернабеу» | Испания — Нидерланды — 5:1 |
| 10 марта 1957  | Мадрид, «Сантьяго Бернабеу» | Испания — Швейцария — 2:2  |
| 31 марта 1957  | Брюссель, «Хейсель»         | Бельгия — Испания — 0:5    |

### Тренерская карьера
Тренерскую карьеру начал в команде родного города. В 1962 году возглавил «Сестао Спорт».
В 1972 году стал главным тренером команды «Расинг Сантандер», с которым в течение пяти сезонов балансировал между Примерой и Сегундой. В 1977 году возглавил клуб «Сельта», а затем вывел АД Альмерия из Сегунды в Примеру.
В 1980 году был приглашён в «Эспаньол», а в 1983 году вернулся в «Расинг Сантандер». В 1987 году снова возглавил «Сельту», после чего последовал недолгий период работы в «Атлетико Мадрид».

## Достижения

### В качестве игрока
Атлетик Бильбао
- Чемпион Испании: 1955/56
- Обладатель кубка Испании: 1955, 1956, 1958.

### В качестве тренера
АД Альмерия
- Победитель второго дивизиона: 1978/79